# NGC 4225
NGC 4225 is een spiraalvormig sterrenstelsel in het sterrenbeeld Raaf. Het hemelobject werd op 9 maart 1828 ontdekt door de Britse astronoom John Herschel.

## Synoniemen
- MCG -2-31-27
- NPM1G -12.0397
- IRAS 12140-1203
- PGC 39337